# Ivan Mariz
Ivan Mariz (Belém, 1910. január 16. – Rio de Janeiro, 1982. május 13.) brazil labdarúgó-középpályás.